# Sede titolare di Cafarnao
Cafarnao (in latino: Capharnensis) è una sede titolare soppressa della Chiesa cattolica.

## Storia
A partire dal XVIII secolo la Santa Sede ha istituito il titolo vescovile di Cafarnao, suffraganea dell'arcidiocesi di Scitopoli, benché la città non appaia mai tra le sedi vescovili della provincia romana della Palestina Seconda, come già aveva testimoniato Michel Le Quien nel suo Oriens Christianus (vol. III, col. 719), e mai fu istituita una sede vescovile di rito latino in epoca crociata.
Con la revisione dell'Index sedium titularium nel 1933 il titolo è stato soppresso, e non più assegnato dopo la morte del suo ultimo titolare nel 1947.

## Cronotassi dei vescovi titolari
- Biagio de Vicari † (15 novembre 1728 - prima del 18 dicembre 1733 deceduto)
- Christoph Nebel † (18 dicembre 1733 - 23 maggio 1769 deceduto)
- Rudolf Joseph von Edling † (20 novembre 1769 - 27 giugno 1774 nominato arcivescovo di Gorizia)
- Ermenold Piesport, O.S.B. † (29 gennaio 1776 - 8 febbraio 1778 deceduto)
- Karl Godefried von Rosenthal † (1º marzo 1779 - 25 maggio 1800 deceduto)
- Joseph Hieronymus Karl von Kolborn † (17 novembre 1806 - 20 maggio 1816 deceduto)
- Filippo Cammarota † (28 settembre 1849 - 23 giugno 1854 nominato arcivescovo di Gaeta)
- Mariano Fernández Fortique † (18 agosto 1854 - 11 novembre 1866 deceduto)
- Bernardino Trionfetti, O.F.M. † (27 febbraio 1880 - 9 gennaio 1884 deceduto)
- Giovanni Battista Bertagna † (24 marzo 1884 - 26 marzo 1901 nominato arcivescovo titolare di Claudiopoli di Onoriade)
- Gennaro Trama † (16 dicembre 1901 - 14 febbraio 1902 nominato vescovo di Lecce)
- Luigi Piccardo † (15 marzo 1902 - 3 dicembre 1917 deceduto)
- Luigi Barlassina † (9 agosto 1918 - 8 marzo 1920 nominato patriarca di Gerusalemme)
- Santos Ballesteros López, O.A.R. † (22 aprile 1920 - 3 luglio 1947 deceduto)